# Löwenbrauerei Passau
De Löwenbrauerei Passau AG, voluit de Bayerische Löwenbrauerei Franz Stockbauer AG is een Duitse brouwerij die gevestigd is in Passau (Beieren).
De brouwerij is op 1 mei 1874 opgericht door Franz Stockbauer (1853-1938), die ereburger van Passau werd. Ze werd in 1906 een naamloze vennootschap (Aktiengesellschaft). De "Franz und Maria Stockbauer'sche Stiftung" is met 97% meerderheidsaandeelhouder. Franz Stockbauer en zijn vrouw Maria hebben deze stichting in 1911 in het leven geroepen; ze ondersteunt "talentvolle en hulpbehoevende mensen uit de regio".
In 2016 produceerde de brouwerij ruim 82.000 hectoliter bier en 27.000 hl niet-alcoholische dranken (limonade, tafelwater e.d.) De totale omzet bedroeg 8,8 miljoen euro.
Sedert 2015 brouwt de Löwenbrauerei het weissbier van de Andorfer Weissbräu uit Passau in loondienst (enkel in  flessen; Andorfer Weissbräu produceert nog bier in vaten).

## Bieren
De Löwenbrauerei Passau produceert een breed gamma aan bieren: 
- Urtyp Hell (blond bier, alcoholpercentage 4,8 %)
- Passauer Hell (5,0%)
- Löwengold (blond, 5,5 %)
- Stockbauer Weisse (blond of donker weissbier, 5,5%)
- Löwenbock (bokbier, 6,6%)
- Pils (4,9%)
- Radler en alcoholvrij bier.